# 리블라
리블라(Riblah) 또는 립나는 오늘날 레바논 국경의 시리아 쪽 리블레 마을에서 멀지 않은 묘지로 덮여 있는 고대 도시이다. 성서 시대에 가나안 땅의 북쪽 국경에 위치해 있었다. 유적지는 오론테스강의 동쪽 기슭, 넓고 비옥한 평야에 위치해 있으며, 바알베크에서 북동쪽으로 35마일, 로마인들이 만든 인공 호수 홈스에서 남쪽으로 10~12마일 떨어져 있다. 브렌턴(Brenton)은 70인역 번역에서 그 장소를 라블람(Rablaam)으로 번역했다.
이집트의 파라오 느고 2세(BC 610경 – 595경)가 기원전 609년에 므깃도에서 요시야의 유다 군대를 패주시킨 후 자신의 진영을 세웠던 곳이 리블라에 있었다. 그 직후, 새로 기름부음받은 여호아하스 왕인 요시야의 아들이 포로가 되어 리블라에 갇혀 그가 유다를 통치하는 것을 막았다. 그는 나중에 애굽으로 끌려가 그곳에서 죽었다(왕하 23:29~34). 에스겔서 19장 4절의 언급:
열국이 그[여호아하스]를 대적하여 연합하였고 그는 그들의 구덩이에 갇혔다
갈고리로 그를 애굽 땅으로 끌고 갔느니라
느고가 여호아하스를 리블라 회의에 초대하여 그를 그곳에 가두었다는 뜻으로 해석된다.
약 20년 후, 바빌론의 느부갓네살도 유다를 상대로 전쟁을 벌이는 동안 이곳에 본부를 세웠으며, 그 전쟁은 기원전 587년 또는 586년에 예루살렘이 멸망되었다. 시드기야 왕은 포로로 잡혀 하맛의 속국으로 묘사되는 립나로 끌려갔고, 그곳에서 그의 아들들이 어떻게 죽임을 당하는지 목격해야 했으며, 그 후 눈이 멀게 되어 바빌론으로 끌려갔다. 그의 신하들도 리블라에서 처형당했다(왕하 25:6-7, 18-21. 예레미야 39:5-7; 52:9-11, 26-27).
이 도시는 이집트에서 메소포타미아까지, 이스라엘과 유프라테스 강을 건너는 갈그미스 마을을 거쳐 가는 주요 국제 무역로에 위치해 있었다. 중요한 전략적 자산인 리블라에는 물, 식량, 연료가 풍부하여 군사 주둔지로도 적합했다.
로마 시대에는 이 도시의 이름은 다프네(Daphne)였다.